# Международная ассоциация вспомогательного языка
Международная ассоциация вспомогательного языка (англ. International Auxiliary Language Association, Inc. (IALA)) — американская организация, основанная в 1924 году для «содействия широкому изучению, обсуждению и огласке всех вопросов, связанных с созданием вспомогательного языка, вместе с исследованиями и экспериментами, которые могут ускорить такое создание разумным образом и на прочной основе». Хотя она была создана, чтобы определить, какой вспомогательный язык из широкого круга претендентов лучше всего подходит для международного общения, в конечном итоге она постановила, что ни один из них не подходит для этой задачи, и разработала свой собственный язык, интерлингва.
IALA продолжала публиковать материалы на интерлингве и о ней до 1953 года, когда её деятельность перешла к новому Отделу Интерлингва Общества науки. IALA была распущена где-то после 1956 года.

## Логотип
Логотип IALA состоит из 12 золотых звёзд, вращающихся вокруг изображения Земли. Внутри Земли жирным шрифтом напечатаны буквы «ia», представляющие собой первые две буквы названия ассоциации. Наконец, фраза «interlingua de IALA» набрана чёрным шрифтом меньшего размера.